# Guillaume Lieb
Guillaume Lieb (Bischwiller, 13 febbraio 1904 – 13 maggio 1978) è stato un calciatore francese, di ruolo centrocampista.

## Carriera

### Nazionale
Ha collezionato 15 presenze con la propria Nazionale.